# Liu Xia
Liu Xia (6 de janeiro de 1979) é uma judoca chinesa.
Foi medalhista de prata nos Jogos Olímpicos de 2004 em Atenas.